# Моніка Жеромська
Моніка Вінцентіна Марія Жеромська (пол. Monika Wincentyna Maria Żeromska; 30 травня 1913, Флоренція, 5 жовтня 2001, Варшава) — польська художниця (жанр — живопис) і авторка п'яти томів спогадів, виданих Видавничим кооперативом «Читач».

## Життєпис
Дочка Стефана Жеромського та Ганни Завадзької (з якою Жеромський офіційно не одружувався, хоча у своєму заповіті наказав «ставитися до Анни як до дружини»).
Моніка відвідувала школу на вул. Мазовецькій у Варшаві, потім навчалася у Варшавській академії образотворчих мистецтв у студії Тадеуша Прушковського. Вона пережила Варшавське повстання; була евакуйована через каналізацію. Проживала в м. Констанцин-Єзіорні. Наприкінці свого життя заснувала Фонд збереження спадщини Стефана Жеромського. Похована 11 жовтня 2001 року поруч із батьками на Євангелістському кладовищі у Варшаві.
Моніка Жеромська зробила ілюстрації до кількох творів свого батька, в тому числі до «Історії гріха», «Вітру з моря», «Вірної річки» та «Сизіфських творів».
У 1994 році удостоєна літературної премії імені Владислава Реймонта.